# كلود دانسي
كلود إدوارد مارجوريبانكس دانسي الحائز على وسام القديس ميخائيل والقديس جرجس (من مواليد 10 سبتمبر عام 1876 وتوفي في 11 يونيو عام 1947)، والمعروف أيضًا باسم الكولونيل زِد-Z، وهايوود، والعم كلود، هو الرئيس المساعد لدائرة الاستخبارات البريطانية السرية المعروفة باسم (آي سي إس إس)، والتابعة لجهاز الاستخبارات البريطاني، المعروف باسم (إم أي 6)، وهو أحد أعضاء قسم مراقبة لندن (إل سي إس). بدأ حياته المهنية في سلك المخابرات في عام 1900، وظل ناشطًا في هذا المجال حتى وفاته.

## نشأته
وُلد كلود دانسي في عام 1876 لعائلة متفككة أسريًا فيها 9 أطفال تقطن المنزل رقم 14 في شارع كرومويل بليس. كانت والدته هون إيليانور دانسي -وهي ابنة روبرت (البارون غيفورت الثاني)- في الغالب مدمنة للكحول. خضع الأشقاء لنظام تربية عسكري على يد والدهم الجندي (إدوارد ماشايتر دانسي). انطوى نظام التربية القاسي الذي اتبعه الأب على ضرب الأطفال لأتفه الأسباب. انخرط دانسي في سن السابعة عشر بنشاط جنسي مع روبرت بالدوين روس، واللورد ألفريد دوغلاس، واستطاع -بشق الأنفس- تجنب الفضيحة والسجن. تلقى كلود دانسي تعليمه في كلية ويلنجتون، وعندما أصبح في سن العشرين التحق بالجيش البريطاني، إذ خدم في يورنيو الشمالية، وانتقل بعدها إلى جنوب أفريقيا خلال فترة حرب البوير الثانية، لأن والده كان يمنعه من ممارسة أي مهنة أخرى.
انضم كلود دانسي في 13 يونيو عام 1898 إلى ميليشيا المملكة المتحدة كملازم ثان في الكتيبتين الخامسة والسادسة ضمن فوج لانكشير، ورُقّي إلى رتبة ملازم في 9 نوفمبر. انتُدب في 16 أغسطس عام 1899 للعمل مع شركة بريتش نورث بورنيو. انتقل في 24 فبراير عام 1900 إلى الجيش النظامي، وذلك عندما عُيّن كملازم ثان للكتيبة الثانية، وتبع ذلك ترقيته لرتبة ملازم في 15 أغسطس عام 1900. انتُدب في 1 مارس سنة 1902 مرة أخرى بصفته ملازمًا أولًا للاستخبارات في جنوب أفريقيا، وعُيّن في 24 يونيو ضابطًا مرافقًا للعميد الركن تشارلز جيمس بلومفيلد، الذي كان في تلك الفترة قائدًا لمقاطعة هاريسميث. نُقل في 17 سبتمبر عام 1902 من منصب الملازم المؤقت إلى منصب آخر تولى فيه مهمة إنشاء فوجه الخاص. وانتُدب في 4 نوفمبر عام 1903 لـ «وظيفة فوجية إضافية خاصة». في 24 أكتوبر عام 1906، قدّم استقالته من منصبه. تلقى في 10 أبريل عام 1907 ترقيةً لرتبة نقيب للضباط الاحتياطيين.
جند القسم الخامس من الاستخبارات الحربية (المعروف اختصارًا باسم إم أي 5) كلود دانسي، وتولى فيه مسؤولية «استخبارات الموانئ» ومراقبة الركاب المدنيين خلال فترة الحرب العالمية الأولى. وكان -من دون قصد- مسؤولًا عن السماح لليون تروتسكي بالعودة إلى روسيا في عام 1917. انضم في وقت لاحق إلى قسم إم 05 (وهي بذرة انطلاق جهاز الاستخبارات البريطاني) حيث تطورت مواهبه هناك. استطاعت الأصول التي طورها دانسي داخل الحركة القومية الأيرلندية توجيه التحذير إلى الاستخبارات البريطانية -على الأقل مرتين- بشأن خطط تهدف لنسف قصر بكنغهام بالديناميت. اشتملت العديد من مصادر دانسي على الصناعيين الأمريكيين الذين انتهى بهم المطاف إلى تشكيل جزء كبير من قائمة اتصالاته واسعة النطاق. عمل كلود دانسي في سويسرا وفي دول البلقان حتى عام 1919. انتقل بعد انتهاء الحرب العالمية الأولى إلى القيام بالأعمال التجارية، ولكنه بقي عميلًا غير متفرغ. عاد دانسي -بعد أن خسر ثروته بأكملها في حادثة انهيار بورصة وول ستريت في عام 1929- إلى العمل كعميل بدوام كامل في جهاز الاستخبارات البريطاني في إيطاليا حيث بقي هناك كمراقب لحركة موسوليني الفاشية، لكنه لم يكن مُعجبًا بإدارة جهاز الاستخبارات، إذ كان يعتقد أنها غير مؤهلة.

## منظمة زِد-Z
لاحظ دانسي أثناء فترة عمله كرئيس مركز روما عددًا من نقاط الضعف في جهاز الاستخبارات البريطاني:
- كان الأدميرال المتقاعد هيو سينكلير -رئيس المنظمة- حسب وصف دانسي «نصف معتوه مصابًا بجنون الارتياب (البارانويا)، لم يكن يفضل التواصل مع أتباعه إلا عن طريق رسائل موضوعة في صندوق مقفل لم يكن يعلم الأرقام السرية لفتحه سوى شقيقته نصف المعتوهة المشابهة له».
- لم يكن جهاز الاستخبارات البريطاني يمتلك أي معلومات عن أوروبا التي كانت على وشك الانفجار والانخراط في حرب عالمية ثانية.
- خُفضت الميزانية على نطاق واسع، لذا فقد استقطبت الوكالة موظفيها من الأفراد العسكريين المتقاعدين الذين يتقاضون رواتب تقاعدية ضئيلة أو حتى معدومة، وهو ما يضمن انعدام الكفاءة والافتقار إلى الدافع.
- كان الجميع -بمن فيهم سائقو سيارات الأجرة-  يعلمون أن رئيس جهاز الاستخبارات البريطاني في أي مدينة يعمل تحت مسمى ضابط مراقبة جواز السفر (وهو الغطاء الدبلوماسي الذي كان دانسي يعمل على أساسه -كضابط في جهاز الاستخبارات البريطاني- في السفارة البريطانية)، «استخدمت وكالة الاستخبارات البريطانية هذا الغطاء لسنوات». أثار هذا الغطاء نتيجة لذلك الشبهات لفترة طويلة من الزمن، ولم يقم أي أحد بفعل أي شيء حيال ذلك.

مع وضع كل ما سبق بعين الاعتبار، فقد اعتمد دانسي بشكل كبير على علاقاته التجارية مع البريطانيين والأمريكيين. أدرك دانسي أن فعالية رجال الأعمال في جمع المعلومات الاستخباراتية أكبر من فعالية ضباط وكالة الاستخبارات البريطانية المتواجدين حينها، إذ كان يُطلب منهم التركيز على الحد المالي الأدنى، وتجاهل الأحكام المسبقة الناتجة عن الشفقة والتماس الإحسان التي ابتُليت بها أجهزة المخابرات في ذك الوقت، والسفر على نطاق واسع على نفقتهم الخاصة، وامتلاك صلات في جميع أنحاء العالم.
كان دانسي مقتنعًا تمام الاقتناع بأن كارثة ضخمة كانت على وشك الحدوث، لذلك أنشأ شبكة مماثلة لجهاز الاستخبارات البريطاني، وخفية تعمل في الظل، من الممكن لها أن تحل محل جهاز الاستخبارات البريطاني عندما يقع الأمر المحتوم. امتلكت منظمة زِد-Z التي أسسها دانسي (والتي سماها على اسمه الحركي الشخصي «زِد-Z»)  بحلول عام 1936 أكثر من 200 موظف تنفيذي، كان معظمهم متحمسًا للعمل بالتجسس. لم يُسمح لهم بالقيام بمخاطرات كبيرة، أو بتدوين أي شيء، أو التقاط الصور، أو حمل معدات التجسس. استخدم أليكساندر كوردا شركته (لندن فيلمز) كذريعة لزيارته للمناطق الحساسة، إذ كان يدخلها بحجة «البحث عن مواقع تصوير للأفلام». استخدم هؤلاء الجواسيس -الذين يعملون بالأساس كرجال أعمال وصحفيين- أوراق اعتمادهم الخاصة كغطاء لعملهم بالتجسس. رُقّي كلود دانسي في الفترة نفسها، ليشغل منصب رئيس مكتب العمليات الاستخباراتية السرية من مقرها في لندن. اندلعت بعد ذلك الحرب العالمية الثانية، ووقعت الكارثة الاستخباراتية التي توقعها دانسي.
كانت لاهاي هي نقطة الانطلاق الرئيسية لعمليات جهاز الاستخبارات البريطاني في ذلك الوقت، حيث كانت تُجمع المعلومات من جميع أنحاء القارة الأوروبية وتُرسل من لاهاي إلى لندن. كان على رأس مركز لاهاي ضابطان عسكريان متقاعدان هما: سيغيسموند باين بيست والمقدم ريتشارد ستيفنز اللذان يمتلكان خبرة ضحلة في المجال الاستخباراتي. تعرضت أعمالهما للاختراق من قبل مجند هولندي كان عميلًا مزدوجًا للشرطة الأمنية الألمانية، وكان يعرف هوية عملاء بيست وستيفنز وأصولهم.